# Казеиды
Казеиды (лат. Caseidae) — семейство растительноядных пеликозавров, существовавших в течение всего пермского периода. Появились в конце нижнепермской эпохи, дожили до середины перми.
М. Ф. Ивахненко включает казеид вместе с офиакодонтами и варанопидами в состав особого подкласса Ophiacomorpha, не имеющего прямого родства с другими пеликозаврами.
Из «среднепермских» слоев Техаса и Оклахомы Э. Олсон описал разнообразную фауну примитивных терапсид, которую он считал сходной с очёрской фауной из России. Позднее оказалось, что описанные Олсоном фрагментарные останки принадлежали пеликозаврам, преимущественно — казеидам. Это кажется странным, учитывая тот факт, что Э. Олсон был одним из ведущих специалистов по казеидам. Вероятно, ошибка Олсона может объясняться психологическими причинами — он был вдохновлен открытием очёрской фауны и верил в то, что в переходных «среднепермских» слоях Северной Америки удастся обнаружить предшественников русских терапсид. Известно, что Э. Олсон дружил с И. А. Ефремовым (они долгие годы переписывались и обменивались научной информацией). Возможно, что тут какую-то роль сыграло дружеское научное соперничество.

## Описание
«Паруса» (спинного гребня) нет, тело массивное, конечности обычно короткие и толстые, хвост относительно длинный. Голова небольшая, у поздних крупных видов — очень маленькая. Зубы однообразные, выделяются лишь крупные конусовидные резцы; коронки лопатообразные зазубренные (как у парейазавров). Окклюзии зубов нет, животное могло только отрывать куски пищи и проглатывать её. Развиты острые многочисленные нёбные зубы. Крупное височное отверстие черепа, огромные ноздри (ноздря была в значительной степени перекрыта септомаксиллой, но она редко сохраняется). Крупное пинеальное отверстие (вмещавшее теменной глаз). Череп скульптирован мелкими ямками. Возле ноздри могла находиться какая-то (возможно, солевая) железа.
Самый мелкий из казеид — казея, длиной всего около 1 метра. Большинство поздних родов гораздо крупнее. Средняя длина североамериканских казеид — около 2,5—3 метров.
Образ жизни казеид не вполне ясен. Судя по всему, они обитали вдали от крупных водных бассейнов и болот, где найдены большинство пеликозавров. Слабые зубы предполагают питание мягкой растительностью — может быть, отмершими стволами каламитов, либо бактериальными матами, нараставшими на поверхности мелких озёр. В последнее время предполагается, что казеиды населяли солёные болота по берегам морей, крупные виды могли быть почти полностью водными (как ламантины). Многие виды имели крупные когти и могли быть частично роющими. Так или иначе, казеиды стали одними из первых широко распространённых растительноядных наземных позвоночных.
Немецкие учёные определили, что по своей структуре кости Caseidae были губчатыми. Это свидетельствует о водном образе жизни этих звероподобных рептилий, которым для интенсивного дыхания требовалась диафрагма.

## Классификация
В семейство включают следующие роды:

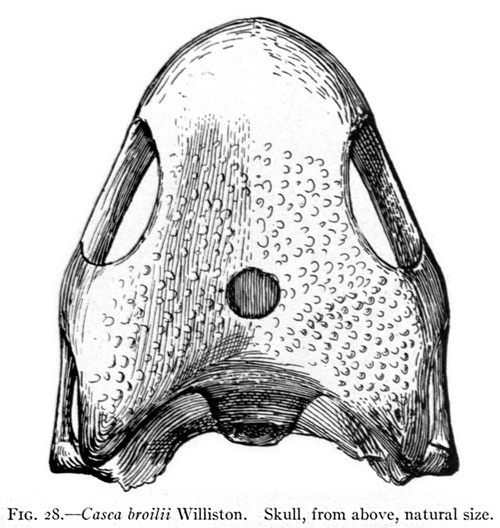
Череп Casea broilii. Видно исключительно большое теменное отверстие

- Казея[источник не указан 2811 дней] (Casea) — ранняя пермь Техаса и Франции. Типовой вид (C. broilii) был описан С. У. Уиллистоном в 1910 году из раннепермской формации Арройо в Техасе. Типовой вид — мелкое животное, длиной до 1,5 метров. Череп небольшой, конечности относительно короткие, тело бочкообразное. Второй вид — C. nicholsi — происходит из более поздних отложений формации Вале в Техасе. Крупнее типового вида, с более мощными конечностями. Череп плохо известен. Третий американский вид — Casea halselli — в длину мог достигать 2—3 метров. Происходит из ещё более поздней формации Чоза в Техасе. В 1974 году из раннепермских отложений Франции был описан еще один вид — C. rutena, мелкое животное, близкое к типовому виду рода.

- Ангелозавр[источник не указан 2811 дней] (Angelosaurus) — происходит из верхних горизонтов ранней перми (формации Флауэрпот и Сан-Анжело, кунгурская эпоха) Оклахомы и Техаса. Характеризуется чрезвычайно массивным скелетом, особенно массивны проксимальные элементы конечностей. Три вида, крупнейший (A. greeni) достигал почти 3 метров в длину. Известны преимущественно по остаткам посткраниального скелета и редким фрагментам черепа. Интересны очень тупые когти, в отличие, например, от котилоринха.

- Казеопсис[источник не указан 2811 дней] (Caseopsis agilis) — происходит также из формаций Сан-Анжело и Флауэрпот. Животное средних размеров, до 2 метров длиной. Скелет очень легко построен, с длинными ногами. Череп, судя по всему, чрезвычайно небольшой относительно тела (плохо известен).

- Казеоидес[источник не указан 2811 дней] (Caseiodes sanangeloensis) — из формации Сан-Анжело в Техасе. Известен лишь по посткраниальным остаткам. Длина более 2 метров. Вероятный потомок более раннего вида Casea halselli.

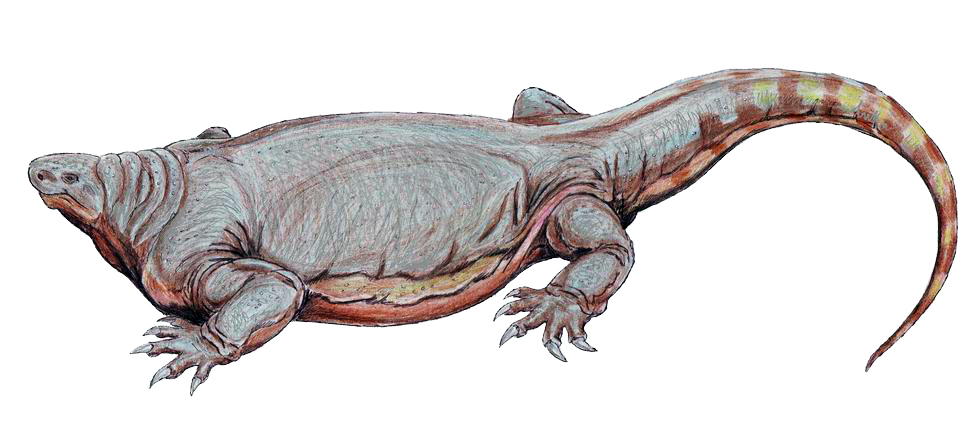
Cotylorhynchus hancocki

- Котилоринх[источник не указан 2811 дней] (Cotylorhynchus) — верхние горизонты ранней перми (кунгурская эпоха) Техас и Оклахома. Крупнейший представитель казеид. Типовой вид (Cotylorhyncus romeri) мог достигать почти 3 метров в длину. Самый крупный вид — Cotylorhynchus hancocki, до 6 метров в длину и весом до 2 тонн. Никогда ранее растительноядное наземное позвоночное не достигало таких размеров. Вид был описан Олсоном и Бирбауэром в 1953 году из среднепермских слоев свиты Сан-Анжело (кунгурская эпоха, около 270 млн лет назад) в Техасе. Типовой вид котилоринха описан по хорошо сохранившимся полным скелетам. Это неуклюжее животное с очень маленькой головой, уплощённым бочкообразным телом, длинным хвостом и очень мощными короткими ногами. Очень мощные когти на передних и задних лапах, фаланговая формула сокращена. Котилоринх Хэнкока плохо известен, но отличался более мощными конечностями, когти передних лап достигали 7—8 см в длину. Третий вид — Cotylorhyncus bransoni — из средней части формации Флауэрпот в Оклахоме. Он близок по размеру к типовому виду, но отличался рядом деталей строения, в том числе более короткими конечностями.

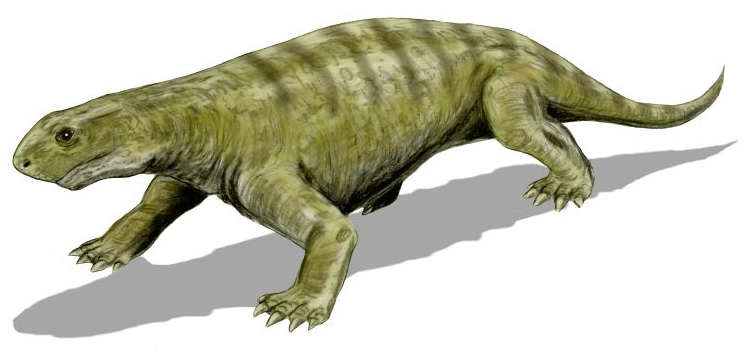
Реконструкция эннатозавра

- Эннатозавр[2] (Ennatosaurus) — «средняя пермь» Архангельской области, Россия (мезенская фауна, соответствует по возрасту очёрской фауне). Близок к американским родам типа котилоринха. Длина черепа до 20 см (больше, чем у котилоринха), но, судя по посткраниальным остаткам, обладал довольно крупной головой, поэтому общую длину оценивают в 1,5 метра. Не исключено, что полные реконструкции основаны на соединении черепа взрослой особи и скелета молодого животного. Вероятно, последний из казеид.

- Ноксозавр[источник не указан 2811 дней] (Knoxosaurus) — нижние горизонты верхней перми (свита Сан-Анжело) в Техасе. Э. Олсон описал этот род в 1962 году по крайне фрагментарным остаткам. Олсон считал ноксозавра терапсидом, родственным эотитанозуху. Но эти остатки принадлежали казеидам.

К казеидам может относиться найденный в «среднепермских» отложениях медистых песчаников Приуралья род Phreatophasma, описанный И. А. Ефремовым по костям конечностей.
Недавно описан еще один род примитивных мелких казеид — Oromycter из ранней перми Оклахомы. Это самый древний и примитивный представитель казеид. Он известен в основном по остаткам черепа около 10 см длиной. Его многочисленные зубы практически лишены зубцов.
В 2011 году из перми Франции описан новый крупный казеид Ruthenosaurus, а «Casea» rutena выделена в особый род Euromycter. Возраст этих казеид точно не известен, но они могут оказаться более поздними, чем эннатозавр.